# Lago Luzzone
O Lago Luzzone é um lago artificial localizado em Ticino, na Suíça. O reservatório tem um volume de 108 milhões de m³ e uma área de 1,27 km².  
Este lago está localizado na parte superior do Vale de Blenio, no território do município de Ghirone e no território do município de Aquila e faz parte da bacia de drenagem do Rio Pó.
A Barragem de Arco de Luzzone foi concluída em 1963. No ano 1997-1998, a sua altura foi aumentada em 17 m.